# Lackarebäck

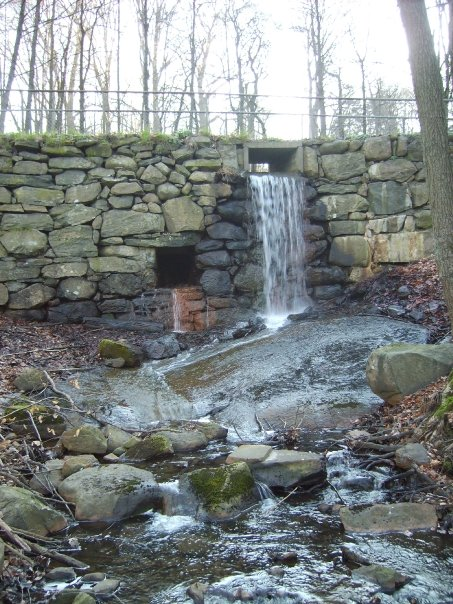
Kvarndammen från 1800-talet med måtten 3,5 meter x ca 3 meter, i Lackarebäck.

Lackarebäck är en stadsdel i nordvästra  delen av kommundelen Östra Mölndal (motsvarande Stensjöns distrikt). 
Lackarebäcks gård omnämns redan på 1300-talet och är namngiven efter bäcken, som rinner genom området. Lackarebäcks industriområde började anläggas på 1940-talet. I Lackarebäck ligger Lackarebäckshemmet och Stensjökyrkan.

## Historia
Första gången Lackarebäcks gård, belägen i Fässbergs socken, omnämns är år 1396, då den tillhörde kyrkogodset Biskopsbo. Enligt en karta från år 1725–1726 låg gården norr om bäcken.
Hemmanen Lackarebäck och Enerbacken ägdes i början av 1800-talet av grosshandlaren N F Wahlberg, far till botanisten Peter Fredrik Wahlberg och naturforskaren Johan August Wahlberg. Den senare föddes år 1810 på Lackarebäcks gård.
Under åren 1864 till 1891 ägdes Lackarebäck av konsuln Eduard Boye. Gårdens huvudbyggnad, i två våningar och byggd av trä, brann ner år 1895. Den låg väster om den kvarvarande flygelbyggnaden. Ladugården, som uppfördes av konsuln Emil Boye, brann ner år 1950. I närheten av gården låg flera olika byggnader, vilka alla numera är borta, liksom de tre torpställen som hörde till gården.

### Verksamheter
I bäcken anlades en kvarndamm med tillhörande kvarn. År 1769 såldes vatten från Lackarebäck och fram till omkring år 1860 fanns ett brännvinsbränneri – Lackarebäcks fina. Lackarebäcks gårds trädgård var omfattande, men då Eduard Boye själv tog över den fick trädgårdsmästaren J A Wolff överta ett område inom nuvarande Lackarebäcks industriområde. Uppe vid Norra Långevattnet bröts kvarnstenar och i Lackarebäcksmossen (Mölndals mosse) togs upp torv.

## Lackarebäcks industriområde
År 1938 byggde Göteborgs Takpappfabrik en fabrik i Lackarebäck, år 1943 stod Atög Chokladfabrik AB:s nya fabrik klar och år 1946 började Mölndals Elverk bygga en anläggning i området. Under åren 1945 och 1947 förvärvade Mölndals stad mark där. Längs Ågatan tillkom under åren 1946–1948 fabriker, bland annat Aktiebolaget Berol-Produkter.
Örgryteverken byggde en ny fabrik i Lackarebäck år 1952, men denna togs över av Telefon AB L M Ericsson 1956. Ericsson byggde senare ut och Ericsson Microwave Systems kom att under 1990-talet dominera området med cirka 2 300 anställda. Kapp-Ahl och Sven Gulin AB hade sina centrallager och huvudkontor vid Flöjelbergsgatan.

## Lackarebäckshemmet
År 1895 hade Fässbergs socken uppfört ett ålderdomshem på Kärra Hökegård, vilket befanns vara omodernt på 1940-talet. Ett nytt ålderdomshem började projekteras år 1945 och 1949 anhöll fattigvårdsstyrelsen hos stadsfullmäktige om att få bygga ett ålderdomshem med 110 platser i Lackarebäck. Inflyttning i Lackarebäckshemmet skedde i november 1951 och invigning hölls den 26 april 1952.
År 1966 beslöts om en tillbyggnad om 49 enkelrum och inflyttning skedde den 2 januari 1969. År 1980 anslogs medel för en ombyggnad av den äldsta delen, vilken blev klar 1985. Delen från 1969 byggdes om 1996.

## Vattenverken

### Lackarebäcks vattenverk
År 1962 beslöt stadsfullmäktige i Göteborg att bygga ett vattenverk i Lackarebäck. Vatten pumpades från Göta älv till Delsjön. Bygget inleddes 1965 och invigningen skedde den 10 oktober 1968. Lackarebäcks vattenverk står för omkring 50 % av Göteborgs vattenförsörjning.

### Mölndals vattenverk
En vattenreservoar för Mölndal anlades år 1920 vid Norra Långevattnets norra ände. Anläggningen har sedan byggts om och till vid flera tillfällen. I början av 1990-talet genomfördes en större ombyggnad, då bland annat en ny pumpanläggning för att pumpa vatten från Rådasjön byggdes. Ombyggnaden av verket var klar i april 1995.  Mölndals vattenverk svarar för nästan all vattenförsörjning i Mölndals kommun.

## Lackarebäck i litteraturen
Författarinnan Wilma Lindhé, född Hammarsten, var gift med kapten Josef Lindhé, som var förvaltare på Lackarebäcks gård och kontrollant av sprittillverkningen Göteborgs Jästfabrik. Wilma Lindhé har skildrat hemmet i Lackarebäck i sina memoarer.

## Etymologi
Namnet skrevs Lakkarebek 1397 och var då namnet på den gård där bäcken med samma namn rann förbi. Lagklarebäck heter en herrgård med ägor över bäcken under 1800-talet. Betydelsen av namnet Lackarebäck är omtvistad, en teori föreslår att förleden skulle vara verbet lacka i betydelsen rinna, flyta droppvis, sippra eller löpa (smått), traska, lunka.